# Marco Prösel
Marco Prösel (* in Ost-Berlin) ist ein deutscher Gitarrist.

## Leben und Werk
Prösel wuchs im damaligen Ostberlin auf und begann seine musikalische Karriere 1991 neben Daniel Schulz als Mitbegründer der Berliner Oi!-Band Voice of Hate. Er startete Ende der 1990er mit einem weiteren Projekt, der Band Maul Halten. 2001 gründete er die Rockabilly-Punkabilly-Band Rockin’ Slickers. Sein Musikstil war anfangs angelehnt an Rock, Streetpunk und Metal, später an Rock ’n’ Roll und Rockabilly.

## Diskografie (Auszug)

### Mit Voice of Hate
- 1992: Schlimme Jungs (Demo)
- 1994: Domina/nt (Demo)
- 1993: Nordland (Single/MCD, Dim Records)
- 1994: Arschlecken Rasur Vol. 3 (Scumfuck Mucke)
- 1994: Streetfight Vol.1 - Skinz & Punx (Aggressive Punk Tapes, Vertrieb über Nordland Records)[1]
- 1996: Voice of Hate (LP/CD, Dim Records)
- 1998: Scumfuck Bizarr - Arschlecken Rasur Und Mehr... (Scumfuck Mucke)
- 2021: Schlimme Jungs (LP, Compilation im Selbstverlag)
- 2022: Freiheit oder Tod (LP, VEB Deutsche Schallplatten)

### Mit Maul Halten
- 1998: Film von Pferden, auf: „Stupid Over You #5“ (CD Compilation, Stupid Over You)
- 1998: Jetzt reden wir! (LP/CD, NordLand Records 009)
- 1999: Unser Land / Neue Wege, auf: „Nordland on the Rox!“ (CD Compilation, Nordland Records NLR 015)
- 1999: Maul Halten / Volxsturm (Split 10"LP, NordLand Records | CD, Streetmusic Berlin 016)
- 2007: Perspektiven / Keine Illusion, auf: „Total Oi! Festival“ (DVD, Bandworm Records 049)

### Mit Rockin’ Slickers
- 2001: Bang Boom Boogie, auf: „Banzai! Compilation No.9“ (CD Compilation)
- 2002: Demo-Tape
- 2006: Nightrider, auf: „Psychomania #1“ (CD Compilation, Halb 7 Records HALB 39)
- 2006: Another Street (MCD, Streetmusic Berlin 029)
- 2008: Rockin’ Slickers rockin’ rebels, auf: „Banzai! Compilation No.17“ (CD Compilation)